# کمیته نسوان همدان
کمیته نسوان همدان اولین تشکیلات سازمان زنان یهودی ایران بود که در شهر همدان و زیر نظر سازمان آلیانس فعالیت می‌کرد.
در ابتدا جلسات این کمیته که «هداسا» خوانده و در مدرسه آلیانس برگزار می‌شد ولی بعد از مدتی و ثبت رسمی آن در اداره ثبت شرکت‌ها به عنوان یک انجمن به منزل اعضا منتقل گردید.
به نوشته شموئیل کامران: علت تشکیل این سازمان حمایت از زنان یهودی و جلوگیری از تلاش میسیونرهای مسیحی در تغییر دین آنان بود. ریاست این کمیته بر عهده بنیانگذار آن بانو عروس خانم بود.
این انجمن که در اوایل دهه ۱۹۲۰ میلادی تأسیس شده بود، بر آموزش زنان یهودی در مسائل مختلف مذهبی، خانه‌داری و مراقبت‌های بهداشتی تمرکز داشت. این انجمن همچنین دوره‌هایی در آموزش تورات و مطالعه گروهی مجله «عالم نسوان» که از سال ۱۹۲۰ در تهران منتشر می‌شد برگزار می‌کرد. انجمن زنان یهودی همدان بعداً به شعبه‌ای از «سازمان بانوان یهودِ ایران» تبدیل شد. یکی از فعالیتهای متعدد انجمن زنان یهودی در همدان، تأسیس دارالایتامی بود به نام Benevolent Orphanage که تحت مدیریت فریده شفاهی تأسیس شد.
بودجه این کمیته از حق عضویت اعضا تأمین می‌شد. از کارهای مهم این انجمن می‌توان به دیوارکشی و محصور کردن آرامگاه استر و مردخای اشاره کرد که تا زمان جشن‌های ۲۵۰۰ ساله باقی ماند.